# 镇边柃
镇边柃（学名：Eurya tsingpienensis），为山茶科柃木属下的一个植物种。